# Stephan Rabl
Stephan Rabl (* 1964 im Waldviertel, Niederösterreich) ist ein österreichischer Kulturschaffender. Er ist künstlerischer Leiter verschiedener internationaler Theater- und Tanzfestivals. Von 1984 bis 2002 war er u. a. als Clown, Schauspieler, Performer, freier Theatermacher und Festivalleiter tätig. War von 2004 bis 2016 Direktor und künstlerischer Leiter des DSCHUNGEL WIEN – Theaterhaus für junges Publikum im MuseumsQuartier Wien.

## Beruflicher Werdegang
Seine ersten künstlerischen Begegnungen machte Stephan Rabl in einem Seminar in der „École de Mime et Clown“ Limoges – einem Clowntheater für Erwachsene. 1986 gründete er die Clowncompagnie „Die Schockerlinge“ – die einzige Clowntruppe Österreichs. In den Achtzigerjahren sammelte er als Schauspieler erste Erfahrungen mit Kindertheater, wobei er bis 2002 in 16 Theaterproduktionen zu sehen war.
In den Neunzigerjahren gründete und leitete Stephan Rabl das SZENE BUNTE WÄHNE Festival in Niederösterreich (1991–2003) und das SZENE BUNTE WÄHNE TanzFestival in Wien (1998–2004), das einzige jährlich stattfindende internationale Tanzfestival für ein junges Publikum auf der Welt. 2005 war er Kurator für das Jugendtheaterprogramm „Augenblickmal“ Festival in Berlin.
Von 2003 bis 2011 war Stephan Rabl Vorsitzender der ASSITEJ Austria und von 2002 bis 2014 war er im Executive Comitee der ASSITEJ International/Weltweiter Verband der professionellen Theater für junges Publikum.
Von 2002 bis 2015 war Stephan Rabl künstlerischer Leiter des Internationalen Theaterfestivals SCHÄXPIR, einem der größten internationalen Theaterfestivals für junges Publikum in Linz. Im Jahr 2003 wurde er als Intendant des DSCHUNGEL WIEN bestellt, um dieses aufzubauen. Von der Eröffnung des Theaterhauses im Jahr 2004 bis 2016 war er Direktor und künstlerischer Leiter des DSCHUNGEL WIEN – Theaterhaus für junges Publikum.
Seit 2005 ist er auch als Regisseur tätig. Zu seinen zahlreichen Regie- und Inszenierungsarbeiten zählen u. a.: „Afrikanische Märchen“, „Geheime Welten“, „Duftträume“ und „Überraschung“.
Im Oktober 2020 wurde er zum künstlerischen Leiter des Projektes  Europäischen Kulturhauptstadt Bad Ischl - Salzkammergut 2024 bestellt, wurde aber bereits Ende März 2021 von dieser Funktion abberufen.

## Auszeichnungen
- STELLA11 Sonderpreis des STELLA11 – Darstellender.Kunst.Preis für junges Publikum für seine langjährige kulturelle und künstlerische Arbeit für Stephan Rabl / Künstl. Leitung/Direktion DSCHUNGEL WIEN – Theaterhaus für junges Publikum
- Kulturmedaille des Landes Oberösterreich[3]